# Nicolas Maurice-Belay
Nicolas Maurice-Belay (Sucy-en-Brie, 19 aprile 1985) è un ex calciatore francese, di ruolo centrocampista.

## Caratteristiche tecniche
Prediligeva il ruolo di ala, ma in alternativa poteva ricoprire il ruolo di attaccante esterno o di seconda punta anche sul lato destro, pur essendo mancino. Abile dribblatore, nelle stagioni 2011-2012 e 2012-2013 ha realizzato il maggior numero di dribbling nel campionato francese, dietro al solo Eden Hazard

## Carriera

### Club

#### Monaco
Nato a Sucy-en-Brie da genitori originari di Martinica, Maurice-Belay cresce nell'Île-de-France dove inizia a giocare a calcio a sei anni, nelle file del Créteil-Lusitanos. Dopo aver dimostrato una buona qualità realizzativa, a 12 anni viene notato dagli osservatori del Monaco che lo mandano a formare presso l'Istituto nazionale di Clairefontaine. Nel 2001 vince da imbattuto il campionato francese under-15, in finale contro il Saint-Étienne.
Aggregato al Monaco, nel 2005 firma il suo primo contratto da professionista. Il 6 agosto 2005 gioca la sua prima partita da pro contro l'Auxerre, nella prima giornata della Ligue 1 2005-2006.

#### Sedan
Dopo un anno nel Principato, Maurice-Belay viene prestato al neopromosso Sedan per la stagione 2006-2007. Disputata l'annata da titolare, la squadra ardennese retrocede tuttavia in Ligue 2.

#### Sochaux
Il 22 luglio 2007 il Sochaux lo acquista per €1,8 milioni. Il 4 agosto 2007 disputa il primo match coi giallo-blu contro il Paris Saint-Germain. Il 16 febbraio 2008 realizza il primo gol in carriera contro il Caen. Nella stagione 2010-2011 è uno dei giocatori-chiave del Sochaux di Francis Gillot che raggiunge la qualificazione all'Europa League.

#### Bordeaux
Terminato il contratto col Sochaux, il 24 giugno 2011 il giocatore passa al Bordeaux, nonostante un primo interessamento del Tolosa. L'8 agosto 2011 scende in campo per la prima volta con la nuova maglia nella partita persa 1-2 contro il Saint-Étienne. Il 14 gennaio 2012 marca la prima rete coi girondini nella vittoria per 2-1 contro il Valenciennes, mentre il 12 febbraio 2012 realizza la prima doppietta in carriera contro il Lilla. La stagione si rivelerà la più prolifica in carriera con quattro reti realizzate in 35 partite.
Nella stagione 2012-2013 non riesce a ripetere l'exploit della prima annata, ma può comunque vantare la conquista della Coppa di Francia, vinta 3-2 in finale contro l'Évian. In tale incontro Maurice-Belay realizza un pregevole assist d'esterno per Cheick Diabaté che segna il gol della vittoria all'89º minuto.
Il 22 maggio 2017, dopo sei anni al Bordeaux, decide di non rinnovare coi girondini e termina così l'esperienza in Aquitania dopo aver totalizzato 187 presenze e 11 reti in tutte le competizioni.

#### Bergerac e ritiro
Nel gennaio 2019, il figlio del presidente del Bergerac scopre grazie al videogioco Football Manager che il giocatore è svincolato ed informa allora il padre per ingaggiarlo. Il 31 gennaio 2019 Maurice-Bellay accetta la proposta del Bergerac e gioca le sue ultime partite in carriera in National 2 (quarta divisione francese).
Il 30 ottobre 2019, in occasione del sorteggio del settimo turno di Coppa di Francia, annuncia ufficialmente il suo ritiro dal calcio.

## Palmarès

### Club

#### Competizioni nazionali
- Coppa di Francia: 1

Bordeaux: 2012-2013